# Vasconcelos Costa
José Antônio de Vasconcelos Costa (Sete Lagoas, 4 de janeiro de 1918 — Belo Horizonte, 25 de agosto de 2008) foi um político brasileiro. Era filho de José Antônio de Alves Costa e de Maria José de Vasconcelos Costa. Foi irmão do ex-deputado estadual de Minas Gerais Emílio de Vasconcelos Costa e tio do ex-prefeito de Sete Lagoas Sérgio Emílio Brant de Vasconcelos Costa.
Formou-se em Direito, em 1937, na UFMG (à época ainda conhecida como UMG), mesma instituição em que, mais tarde, seria professor de Direito Internacional Público. Durante o Estado Novo, foi nomeado prefeito de diversas cidades, dentre elas Pouso Alto, Pouso Alegre e Uberlândia. Mais tarde, após sua passagem pela Câmara dos Deputados, foi prefeito de sua cidade natal.
A partir de 1945, ocupou o cargo de deputado federal por três mandatos, quando foi membro permanente do Brasil na ONU. Já na década de 1970, assumiu a Secretaria de Administração de Minas Gerais no governo de Levindo Ozanam Coelho (1978-1979) e esteve à frente da pasta de Turismo quando Francelino Pereira (1979-1983) ocupou o cargo de governador.
Sofrendo de Mal de Alzheimer, faleceu de parada cardiorrespiratória, no hospital em que se encontrava internado, aos 92 anos. Foi enterrado no Cemitério do Bonfim.